# Vía Panorama
La Vía Panorama es un corredor vial secundario del departamento del Valle del Cauca, en Colombia, que cubre la ruta Cali - La Virginia, hace parte de las rutas alternas a la Troncal de Occidente. Corresponde a la sección meridional de la Ruta Nacional 23 de la Red Nacional de Vías y tiene una longitud de 195,4 kilómetros.

## Tramos
El recorrido se encuentra dividido en dos tramos, para facilitar la ubicación de poblaciones y frentes de obra:
| Tramo | Inicio      | Final       | Recorrido (km) |
| ----- | ----------- | ----------- | -------------- |
| 01    | Cali        | Media Canoa | 53,4           |
| 02    | Media Canoa | La Virginia | 142            |

## Recorrido
Si se parte de Cali, esta vía va hacia el norte pasando por los municipios de Yumbo y Yotoco antes de llegar al punto conocido como Media Canoa, en donde se conecta con la Transversal Buenaventura - Puerto Carreño. Si se continúa hacia el norte, pasa por los municipios de Riofrío, Bolívar, Roldanillo, La Unión, Toro, Ansermanuevo y finalmente La Virginia, en donde se conecta con la Troncal de Occidente.

## Interconexión
Esta carretera está planeada para tener un recorrido paralelo al de la Troncal de Occidente, y se conecta con ella en varios puntos.  El más importante es Mediacanoa, que permite ir al puerto de Buenaventura hacia el occidente o Buga al oriente. También se une por medio de vías municipales en Riofrío, Roldanillo y en La Unión.

## Peajes
Este corredor vial tiene tres peajes: Mediacanoa, Río Frío y Toro.